# 펑톈 의과대학
펑톈 의과대학교(奉天醫科大學校, 봉천의과대학교)는 어언 57년 역사로써 지속된 이후 1949년 6월 9일 폐교 조처된 국민정부 시대 중화민국 대륙 본토 둥베이 지역 랴오닝 성 선양(瀋陽)의 사립 의과대학교(만주 조선말 약칭으로 봉천의대)였다.

## 연혁 및 연보
- 1892년 2월 29일, 청 제국 만저우 지역 랴오닝 성 펑톈(奉天)에서 펑톈 성징 의학교(奉天省京醫學校)로 첫 개교.
- 1912년 2월 29일, 국민정부 시대 중화민국 대륙 본토 둥베이 지역 랴오닝 성 펑톈(奉天)에서 펑톈 성징 의과대학교(奉天省京醫科大學校)로 전격 개편 이후 1931년 당시를 전후한 시절의 만주국 시대에도 인기 있는 사립 의과대학교 등으로 이름을 날림.
- 1945년 4월 12일, 만주국 펑톈 성 펑톈 소재 펑톈 의과대학교(奉天醫科大學校)로 교명 개칭 이후 1945년 8월 15일 일본 패망 사흘 경과 후 1945년 8월 18일 만주국이 멸국(1945년 8월 18일, 전격적으로 만주국 붕괴)된 이후에도 국민정부 시대 중화민국 대륙 본토 둥베이 지역의 인기 사립 의대 등으로 4년간 남짓을 지속.
- 1949년 6월 9일, 국민정부 시대 중화민국 대륙 본토 둥베이 지역 랴오닝 성 선양 소재 사립 의대 펑톈 의과대학교(奉天醫科大學校)가 폐교되어 지난 1931년 11월 16일 설립된 랴오닝 성 성립 선양 중화의과대학교(瀋陽中華醫科大學校, 현재 중궈 의과대학교)에 전격 통폐합(병합)되었다.

## 조선인 중퇴자 관련 이모저모
- 대한민국의 시인 겸 건축학자 윤일주(尹一柱, 1927년 11월 23일 ~ 1985년 11월 28일, 전직 부산대학교 건축학과 교수 역임.)가 1946년 당시 이 학교 의예과 1학년 1학기를 중퇴한 전력이 있었다.

## 주요 유명 동문
- 리민추(李敏求, 1919년 4월 12일 ~ 1980년 3월 29일): 만주국 펑톈 출신으로 법적 미국 시민이자 임상병리학과 전문의(의학 석사) 및 중국식 정체자 한어 시문학가 겸 국가과학행정외교가.[1]